# مكتبة كيميائية للحمض النووي المشفر
المكتبة الكيمائية للحمض النووي المشفر (DEL)، هي تقنية لتركيب وفحص مجموعات من المركبات الجزيئية الصغيرة على نطاق لا مثيل له. يُستَخدَم (DEL) في الكيمياء الطبية لربط مجالات علم الكيمياء التوافقية بعلم الأحياء الجزيئية. الهدف من تقنية DEL هو تسريع عملية اكتشاف الأدوية وخصوصًا أنشطة اكتشاف المرحلة المبكرة، مثل التحقق من صحة الهدف وتحديد الإصابة.
تتضمن تقنية DEL اقتران المركبات الكيميائية أو اللبنات الأساسية لشظايا الحمض النووي الصغيرة، التي تعمل بمثابة رموز شريطية تعريفية وأيضًا في بعض الحالات توجه وتتحكم بالتركيب الكيميائي. تتيح هذه التقنية الإنشاء الشامل واستجواب المكتبات من طريق اختيار التقارب، ويكون عادةً على هدف بروتيني غير متحرك. مؤخرًا، طُوِرت طريقة متجانسة لفحص مكتبات الحمض النووي المشفرة، التي تستخدم تقنية مستحلب الماء بالزيت لعزل، وحساب وتحديد تجمعات الهدف / الترابط بنحو فردي بطريقة الأنبوب الأحادي. على النقيض من إجراءات الفحص الاعتيادية، مثل الفحص عالي الإنتاجية، فإن الاختبارات الكيميائية الحيوية ليست مطلوبة لتحديد المادة الرابطة، مبدئيًا، السماح بعزل المواد الرابطة لمجموعة واسعة من البروتينات يصعب معالجتها تاريخيًا باستخدام تقنيات الفحص الاعتيادية. لذلك، إضافةً إلى الاكتشاف العام للمركّبات الجزيئية المحددة المستهدفة، توفر المواد الرابطة مهمة دوائية، ولكن إلى الآن البروتينات المستهدفة «غير القابلة للتخلص منها»، تفتح إمكانيات جديدة لتطوير أدوية جديدة لأمراض «غير قابلة للعلاج»، حتى الآن. عند إلغاء شرط التقييم المبدئي لنشاط النتائج، من المؤمّل والمتوقع أن العديد من المواد الرابطة عالية الانجذاب -التي قد حُدِدَت- ستظهر نَشِطة بالتحليل المستقل للنتائج المختارة، لذلك تُقَدم طريقة فعالة لتحديد النتائج عالية الجودة وقيادة الأدوية.

## المكتبات الكيميائية للحمض النووي المشفر وطريقة عرضها
حتى الآن، كان تطبيق التطور الجزيئي في المختبر محددًا بتقنيات العرض، التي تتضمن الجزيئات البيولوجية، إذ اعتُبرت الجزيئات الصغيرة التي تؤدي إلى الاكتشاف خارج هذا النهج البيولوجي. افتتحت DEL مجال تكنلوجيا العرض ليشمل المُرَّكبات غير الطبيعية، مثل الجزيئات الصغيرة، وتوسيع تطبيق التطور الجزيئي، والاختيار الطبيعي؛ لتحديد مُرَّكَبات الجزيئات الصغيرة للنشاط والوظيفة المطلوبين. المكتبات الكيميائية للحمض النووي المشفر تشبه تقنيات العرض البيولوجية، مثل تقنية عرض الجسم المضاد المدمر، وعرض الخميرة، وعرض mRNA وعرض aptamer SELEX.  بطريقة عرض الأجسام المضادة المدمرة، ترتبط الأجسام المضادة ماديًا بالجزيئات المدمرة، التي تحمل الترميز الجيني للجسم المضاد المرتبط، الذي يعادل ارتباطًا مادياً لـ«النمط الظاهري» (البروتين)، و«النمط الجيني» (الترميز الجيني للبروتين). يمكن عزل الأجسام المضادة المدمرة عن مكتبات الأجسام المضادة الكبيرة من طريق محاكاة التطور الجيني: من طريق جولات الاختيار (على هدف بروتيني غير متحرك)، والتوسيع والترجمة. في DEL، يُسمَح لارتباط جزيء صغير برمز الحمض النووي المُعرّف بالتعريف السهل بجزيئات الارتباط. تخضع مكتبات DEL لإجراءات اختيار التقارب على بروتين مستهدف غير متحرك، بعد أن تُزال الأجسام غير المضادة من طريق خطوات الغسل، بعد ذلك، يمكن تضخيم الأجسام المضادة من طريق تفاعل البلمرة المتسلسل (PCR)، وتحديدها بحكم رمز الحمض النووي الخاص بها (مثلًا عن طريق تسلسل الحمض النووي). في تقنيات DEL القائمة على التطور، يمكن تقوية النتائج بنحو أكبر من طريق أداء جولات من الاختيار، وتوسيع الـ PCR والترجمة قياسًا على أنظمة العرض البيولوجية، مثل عرض الأجسام المضادة المدمرة. هذا يجعل من الممكن العمل مع مكتبات أكبر بكثير.

## تاريخه
«رَكِّب مزيجًا متعدد المكوّنات بعملية واحدة، وافحصها أيضًا بعملية واحدة». هذا هو مبدأ الكيمياء التوافقية الذي اخترعه البروفيسور فوركا (جامعة ايوتفوس لوراند – بودابست - المجر) عام 1982، ووصفها يشمل طريقة تركيب المكتبات الاندماجية، واستراتيجية التفكيك في مستند موثق في العام نفسه. نُشِرت الحوافز التي أدت إلى الاختراع عام 2002. الـ DELsهي مكتبات اندماجية مشفرة بالحمض النووي (DECLs)، وعن مبدأ الاندماج بوضوح بتطبيقها.